# Петропавловка (Молдова)
Петропавловка (рум. Petropavlovca) — село в Сынжерейском районе Молдавии. Наряду с сёлами Григоровка и Козешты входит в состав коммуны Григоровка.

## География
Село расположено на высоте 136 метров над уровнем моря.

## Население
По данным переписи населения 2004 года, в селе Петропавловка проживает 273 человека (130 мужчин, 143 женщины).
Этнический состав села:
| Национальность | Число жителей | Процентный состав |
| -------------- | ------------- | ----------------- |
| украинцы       | 195           | 71.43             |
| молдаване      | 62            | 22.71             |
| русские        | 12            | 4.4               |
| поляки         | 2             | 0.73              |
| болгары        | 1             | 0.37              |
| прочие         | 1             | 0.37              |
| Всего          | 273           | 100%              |